# 임지아
임지아(林志娥,1972년 5월 21일 ~ )는 대한민국의 변호사, 정치인이다. 1997년 제39회 사법시험에 합격하여 사법연수원을 제29기로 수료한 뒤, 2000년부터 2005년까지 서울지방법원 북부지원(현 서울북부지방법원), 서울중앙지방법원, 대구지방법원 판사를 지냈고, 2005년부터 2011년까지 법무법인 지평(현 법무법인 지평지성)의 소속변호사, 구성원변호사로 근무하였다.
제19대 국회의원 선거를 앞두고 2012년 2월 29일 민주통합당에 영입되어 서울 서초을 지역구에 공천되었으나 38.99%의 득표율로 새누리당의 강석훈 후보에게 패했다.

## 역대 선거 결과
| 실시년도 | 선거   | 대수 | 직책     | 선거구         | 정당       | 득표수   | 득표율          | 순위 | 당락 | 비고 |
| -------- | ------ | ---- | -------- | -------------- | ---------- | -------- | --------------- | ---- | ---- | ---- |
| 2012년   | 총선   | 19대 | 국회의원 | 서울 서초구 을 | 민주통합당 | 39,047표 | \| \| 38.99% \| | 2위  | 낙선 |      |
|          | 38.99% |      |          |                |            |          |                 |      |      |      |